# Прохорова, Ольга Николаевна (пловчиха)
Ольга Николаевна Прохорова (род. 19 марта 1979, Москва) — российская пловчиха, чемпионка России (1994), призёр чемпионата мира (1994). Мастер спорта России международного класса (1995).

## Биография
Родилась 19 марта 1979 года в Москве. Начала заниматься плаванием в возрасте 7 лет у Елены Костюковой. В 1995—1998 годах тренировалась под руководством Владимира Радомского, с 1998 года с ней работал Андрей Зеленяев.
Специализировалась в плавании брассом. Наиболее значимых результатов добивалась в 1994 году, когда после победы на чемпионате России на дистанции 100 метров вошла в состав сборной страны на чемпионате мира в Риме и завоевала бронзовую медаль этих соревнований в комбинированной эстафете.
В 2000 году завершила свою спортивную карьеру. В 2006 году окончила Российский государственный университет физической культуры, спорта и туризма. В 2011 году переехала в Санкт-Петербург, где в 2014—2022 годах занималась тренерской деятельностью в СШОР «ВоВиС».